# Мон'яке
Мон'яке (англ. Monyake) — одна з місцевих громад, що розташована в районі Мафетенг, Лесото. Населення місцевої громади у 2006 році становило 12 234 особи.